# 衣笠友章
衣笠 友章（きぬがさ ともあき、1977年〈昭和52年〉4月23日 - ）は、日本の元俳優。広島県広島市出身。
クリエートプロモーションに所属していた。現在は会社員。
父は広島東洋カープの選手として活躍した元プロ野球選手の衣笠祥雄。

## 来歴
2001年に放送された世界ウルルン滞在記ではフィリピンのネグロス島にある蒸気機関車を修理するという企画で見事動くように復活させた。
2009年より加賀電子株式会社広報室のサラリーマンをしている。

## 出演作品

### テレビドラマ
- ショムニ 第1シリーズ - スペシャル2（1998年 - 2000年、フジテレビ） - 小堺啓介 役
- レガッタ〜国際金融戦争（1999年11月20日 - 12月4日、NHK）
- 菜の花の沖（2000年12月4日 - 12月8日、NHK BS-Hi・2001年1月4日 -2月1日、同総合） - 文治 役
- てのひらの闇（2001年2月11日、テレビ東京） - ヨシ 役
- 大河ドラマ「北条時宗」（2001年、NHK） - 佐志留 役
- ねばる女（2004年10月18日 - 11月15日、NHK）
- 水戸黄門 第37部 第6話（2007年5月14日、TBS） - 沢田兵衛 役
- 土曜時代劇「陽炎の辻〜居眠り磐音 江戸双紙〜」 第2シリーズ 第1話（2008年9月6日、NHK） - 参三 役

### 映画
- 新・仁義なき戦い。（2000年、東映） - 高石晋 役
- マネーざんす（2001年、つんくタウンFILMS）